# Hohenzell
Hohenzell è un comune austriaco di 2 179 abitanti nel distretto di Ried im Innkreis, in Alta Austria.